# Ngũ Bá

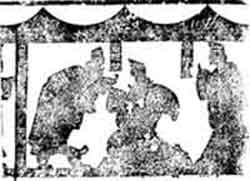
Tề Hoàn công - một nhân vật cố định trong bất kì thuyết về Ngũ bá.

Ngũ Bá (tiếng Trung: 五霸), đầy đủ là Xuân Thu Ngũ bá (春秋五霸) hoặc Xuân Thu Ngũ Đại bá (春秋五大霸), chỉ đến một tập hợp 5 vị bá chủ thời kì Xuân Thu trong lịch sử Trung Quốc.
Trong tiếng Trung Quốc cổ đại, Bá [霸] đồng nghĩa và đồng âm với [伯], để chỉ người trùm trưởng hoặc người anh cả. Cả [五霸] và [五伯] đều để chỉ Ngũ Bá. Chữ Ngũ [五] chỉ số 5, nhưng trong cách dùng cổ còn bao hàm ý về chất chứ không về lượng, có nghĩa "đủ đầy, trọn vẹn."

## Lịch sử
Vào thời phong kiến Tây Chu, chính quyền trung ương đủ mạnh để duy trì quân đội trung ương và kiểm soát các nước chư hầu. Đến khi Chu U Vương chết và kinh đô nhà Chu bị đánh phá vào năm 771 TCN thì sức mạnh của chính quyền trung ương bị suy giảm và lệ thuộc vào các nước chư hầu xung quanh. Khái niệm Ngũ Bá ra đời vào thời điểm khi mà nhà Đông Chu sau đó bị suy yếu.
Có cả thảy 6 thuyết về Ngũ bá
- Theo Sử ký của Tư Mã Thiên:
  - Tề Hoàn Công (齊桓公, 685 TCN - 643 TCN)
  - Tống Tương Công (宋襄公, 650 TCN - 637 TCN)
  - Tần Mục Công (秦穆公, 659 TCN - 621 TCN)
  - Tấn Văn Công (晉文公, 636 TCN – 628 TCN)
  - Sở Trang Vương (楚莊王, 613 TCN - 591 TCN)
- Theo Vương Bá của Tuân Tử:
  - Tề Hoàn Công (齊桓公)
  - Tấn Văn Công (晉文公)
  - Sở Trang Vương (楚莊王)
  - Ngô Vương Hạp Lư (吳王闔閭, 514 TCN - 496 TCN)
  - Việt Vương Câu Tiễn (越王勾踐, 496 TCN - 465 TCN)
- Theo Tự thông:
  - Trịnh Trang Công (鄭莊公, 744 TCN - 701 TCN)
  - Tề Hoàn Công (齊桓公)
  - Tần Mục Công (秦穆公)
  - Tấn Văn Công (晉文公)
  - Sở Trang Vương (楚莊王)
- Theo sách Bạch hổ thông - hiệu biên:
  - Tề Hoàn Công (齊桓公)
  - Tần Mục Công (秦穆公)
  - Tấn Văn Công (晉文公)
  - Sở Trang Vương (楚莊王)
  - Ngô Vương Hạp Lư (吳王闔閭)
- Theo Tứ tử giảng đức luận: 
  - Tề Hoàn Công (齊桓公)
  - Tần Mục Công (秦穆公)
  - Tấn Văn Công (晉文公)
  - Sở Trang Vương (楚莊王)
  - Việt Vương Câu Tiễn (越王勾踐)
- Theo Hán thư chú - chư hầu vương biểu:
  - Tề Hoàn Công (齊桓公)
  - Tống Tương Công (宋襄公)
  - Tần Mục Công (秦穆公)
  - Tấn Văn Công (晉文公)
  - Ngô Vương Phù Sai (吳王夫差, 495 TCN - 473 TCN)
- Tả truyện cũng liệt kê Tấn Điệu công vào hàng bá chủ.| “ | 二月。乙酉朔。晉侯悼公即位于朝。…… 所以復霸也… Tháng Hai. Sóc Ất Dậu. Tấn Điệu công kế vị vào triều... vì thế làm bá... | ” |

Tề Hoàn Công cùng Tấn Văn Công là 2 nhân vật cơ bản thường có trong các danh sách Ngũ bá vì chỉ có 2 vị quân chủ này mới chính thức được thiên tử nhà Chu công nhận và tổ chức nghi lễ thụ phong hoành tráng: Chu Hy vương phong Tề Hoàn công năm 679 TCN, Chu Tương vương phong Tấn Văn công năm 632 TCN.

## Hoạt động của các Bá
Trước khi Ngũ Bá nổi lên, đã có sự lấn át Thiên tử của Trịnh Trang công. Tuy nhiên Trịnh Trang công chỉ đóng vai trò khanh sĩ nhà Chu và ra mặt chống đối thiên tử, chưa thực hiện vai trò "anh cả" các chư hầu.
Sau khi Trịnh Trang công mất, nước Trịnh suy yếu vì nội loạn. Hơn 10 năm sau, Tề Hoàn công được sự giúp đỡ của Quản Trọng bắt đầu gây dựng nghiệp bá. Nước Tề ở miền Sơn Đông ngày nay, thời đó đã chiếm được hết bán đảo Sơn Đông, đất đai rất rộng, có núi, có biển, có nhiều tài nguyên. Nước Tề giàu mạnh nhờ chính sách của Quản Trọng. Để được các nước sợ phục, Tề đóng vai trò người cứu giúp các nước bị xâm lấn và lập lại "công bằng" giữa các chư hầu. Tề Hoàn công đem quân đuổi người Địch ngoại tộc, giúp nước Vệ lập lại được nước; lại giúp Yên Trang công đánh diệt các nước Cô Trúc và nước Nhung xâm lấn. Do đó, nước Tề được chư hầu tin. Nước Sở vì bội lời thề, vua Tề họp chư hầu đem quân phạt Sở. Như vậy, vua Tề bất chấp thiên tử mà ra lệnh cho chư hầu. Ngoài hoạt động quân sự, nước Tề bá chủ còn áp dụng biện pháp chính trị. Nước Tề hiệu triệu các chư hầu trước sau chín lần thề với nhau, cùng thực hiện một lý tưởng nối tiếng gọi là 「Tôn Vương nhương Di; 尊王攘夷」, trong đó ["Tôn vương"] tức tôn trọng khuếch trương Chu Thiên tử và ["Nhương di"] là chống sự xâm lăng của các dân tộc man rợ ở ngoài.
Sau Tề Hoàn công, các chư hầu nổi lên làm bá cũng noi theo gương, kết hợp hoạt động quân sự và chính trị để khiến các nước khác nể sợ và suy tôn mình. Thời đại của Tề Hoàn công kết thúc, nước Tề suy yếu vì nội loạn, Tống Tương công định thay làm minh chủ, hội chư hầu nhưng không thành, sau bị Sở Thành vương lừa bắt. Cuối cùng Tống Tương công đem quân đánh Sở bị bại. Do sự nghiệp của Tống Tương công không nổi trội trong các chư hầu nên có sử gia loại ông ra khỏi hàng ngũ bá. Sau đó Tấn Văn công lên thay làm bá. Nhà Chu bị rợ Xích Địch quấy nhiễu, hội chư hầu đánh dẹp rồi rước thiên tử về ngôi; Sở lúc đó bị coi gần như Di Địch vì chưa văn minh, tranh giành với Tấn. Tấn Văn công đánh thắng Sở rồi hội chư hầu mà thề "tôn nhà vua, không được hại lẫn nhau".
Qua đời sau, Tấn và Tần tranh nhau địa vị bá. Tần Mục công dùng Bách Lý Hề làm tướng, đuổi được rợ Tây Nhung, mở rộng thêm đất; xưng bá ở phía Tây, nhưng chưa đủ sức tranh ngôi minh chủ của nước Tấn ở trung nguyên. Sang đầu thế kỷ 6 TCN, Sở Trang vương ở phương Nam mạnh nhất, đất rất rộng, diệt được vài ngoại tộc, khai thác thêm đất đai, đánh Tống, phá Tấn, làm bá chủ chư hầu, tự xưng vương, có ý nhòm ngó chín cái đỉnh của nhà Chu.
Cuối thời Xuân Thu, vua nước Ngô là Hạp Lư được Ngũ Tử Tư phò tá lên ngôi. Ông dùng Tôn Vũ làm tướng, dẫn binh diệt Sở quốc hùng mạnh, chấn động thiên hạ. Sau này ông bị nước Việt xâm lấn, bản thân Hạp Lư bị vua Việt giết chết. Ngô vương Phù Sai thừa hưởng cơ nghiệp của Hạp Lư, mang quân lên trung nguyên đánh bại nước Tề và hội chư hầu, được các chư hầu suy tôn đứng đầu. Tuy nhiên cơ nghiệp của Phù Sai không vững chắc, ngay sau minh thệ thì Ngô bị nước Việt đánh úp và chỉ 9 năm sau thì bị tiêu diệt. Vua nước Việt là Câu Tiễn bị Phù Sai đánh thua, phải xin hoà, sau tủi nhục sống mười năm mưu tính chuyện báo thù, được Phạm Lãi giúp, rốt cuộc Câu Tiễn diệt được Ngô, thanh thế chấn động khắp nơi, thành bá chủ miền Đông Nam.
Các chư hầu làm bá dùng khẩu hiệu ["Tôn Vương nhương Di"], mà sự thực chỉ là một cớ để khuếch trương thế lực, thôn tính các nước nhỏ, mở mang đất đai, càng ngày càng gây thêm sự mất quân bình giữa lực lượng các nước lớn, nhỏ.

## Khác
Theo sách Tứ thư chương cú tập chú của Chu Hi đời nhà Tống thì Ngũ Bá gồm những cường quốc hàng đầu thời Tam đại được thiên tử chính thức công nhận:
- Côn Ngô thị đời nhà Hạ
- Đại Bành thị quốc (hậu duệ Bành Tổ) đời nhà Thương
- Thỉ Vi thị đời nhà Ân
- Tề Hoàn công thời Đông Chu
- Tấn Văn công thời Đông Chu